# Cambodian Classic
De Cambodian Classic was een eenmalig golftoernooi in Cambodja, dat deel uitmaakte van de Aziatische PGA Tour. Het toernooi vond van 14 tot 17 maart 2012 plaats op de Angkor Golf Resort in Siem Reap. Het toernooi werd georganiseerd onder de naam: Handa Faldo Cambodian Classic.
Het toernooi werd gespeeld in een strokeplay-formule van vier ronden en na de tweede ronde werd de cut toegepast.

## Winnaar
| Jaar | Winnaar         | Score | Score | Info                               |
| ---- | --------------- | ----- | ----- | ---------------------------------- |
| 2012 | David Lipsky po | 273   | –15   | Won de play-off van Elmer Salvador |